# Đại bàng Haast
Đại bàng Haast (danh pháp hai phần: Hieraaetus moorei) là một loài đại bàng khổng lồ thuộc Họ Ưng đã từng sống trên đảo Nam của New Zealand. Đây là loài đại bàng lớn nhất được biết đến. Con mồi của nó bao gồm chủ yếu là các loài chim bay khổng lồ, đã không thể bảo vệ mình khỏi các lực tấn công và tốc độ của những con đại bàng, vào các thời điểm đạt 80 km/h (50 mph). Kích thước lớn các của loài đại bàng này có thể là một phản ứng tiến hóa đối với của con mồi của nó, do là cả hai đã có thể nhỏ hơn nhiều khi chúng đến hòn đảo này, và đã có thể có tăng trưởng lớn hơn thời gian do thiếu cạnh tranh. Đại bàng Haast bị tuyệt chủng khoảng năm 1400, khi nguồn thực phẩm lớn của nó, là moa, bị săn đuổi đến tuyệt chủng do con người sống trên đảo và nhiều môi trường sống dày đặc rừng đã được dọn sạch.

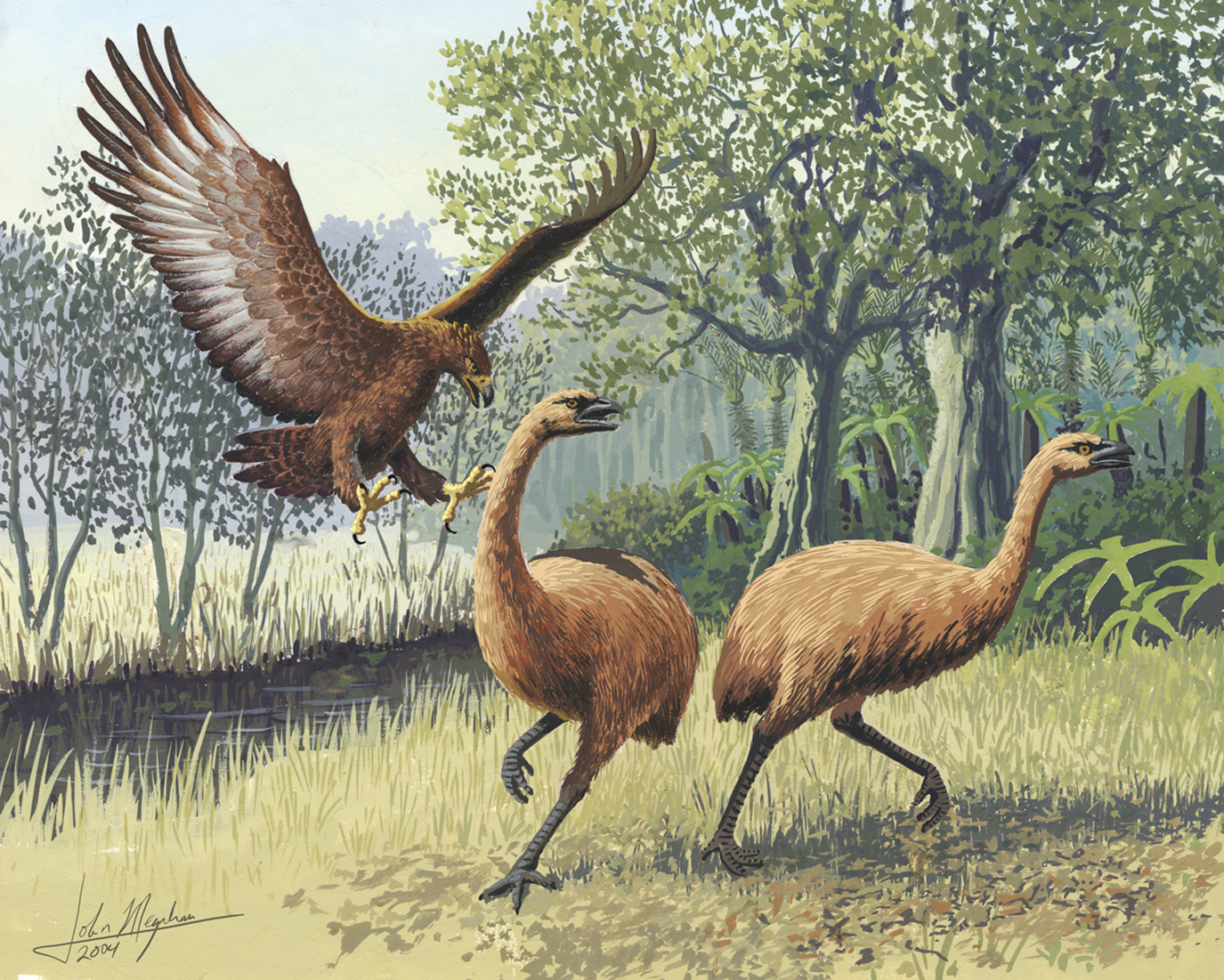
Hình ảnh vẽ đại bàng Haast tấn công moa

Đại bàng Haast của các loài chim ăn thịt thực sự lớn nhất được biết đến, lớn hơn một chút thậm chí hơn kền kền sống lớn nhất. Đại bàng mái lớn hơn con trống. Con mái của các loài đại bàng Haast được cho là nặng 10–15 kg (22-33 lb) và trống nặng 9–12 kg (20-26 lb). Chúng có một sải cánh tương đối ngắn, dài khoảng 2,6–3 m (85-9,8 ft). Sải cánh này là tương tự như của một số đại bàng còn tồn tại (sải cánh báo cáo trong mẫu vật lớn của đại bàng vàng và đại bàng biển Steller). Ngay cả các đại bàng lớn nhất còn tồn tại cũng có kích thước nhỏ hơn đại bàng Haast khoảng 40%.